# Marek Pirsztuk
Marek Pirsztuk (ur. 5 marca 1960) – polski lekarz weterynarii, urzędnik państwowy, Główny Lekarz Weterynarii w latach 2014–2016.

## Życiorys
Absolwent Wydziału Weterynarii na Akademii Rolniczej w Lublinie (1985). Wieloletni Powiatowy Inspektor Weterynarii w Augustowie (od 1999). W lipcu 2014 został powołany na stanowisko Głównego Lekarza Weterynarii. Urząd ten sprawował do lutego 2016.
Jest żonaty, ma dwóch synów.

## Odznaczenia
- 2011: Srebrny Krzyż Zasługi[3]
- 2020: Medal Świętego Izydora Oracza[4]